# Шентјошт
Шентјошт (словен. Šentjošt) је насељено мјесто у саставу градске општини Ново Место, регија Југоисточна Словенија, Словенија. 

## Историја
До територијалне реорганизације у Словенији био је у саставу старе општине Ново Место.

## Становништво
У попису становништва из 2011. године, Шентјошт је имао 105 становника. 
| Број становника према пописима | Број становника према пописима | Број становника према пописима |
| ------------------------------ | ------------------------------ | ------------------------------ |
| 1991                           | 2002                           | 2011                           |
| 106                            | 109                            | 105                            |